# Lorna Simpson
Lorna Simpson (née le 13 août 1960) est une photographe et une artiste multimédia américaine dont le travail fut exposé à l'échelle nationale et internationale. En 1990, elle devient l'une des premières femmes afro-américaines à exposer à la Biennale de Venise. Elle s'est fait connaître dans les années 1980 et 1990 avec des installations photo-textuelles telles que Guarded Conditions et Square Deal qui remettaient en question la nature de l'identité, du genre, de la race, de l'Histoire et de la représentation. Simpson continue d'explorer ces thèmes en relation à la mémoire et l'histoire en utilisant la photographie, le film, la vidéo, la peinture, le dessin, l'audio et la sculpture,.

## Jeunesse
Lorna Simpson est née le 13 août 1960 et grandi dans le Queens puis à Brooklyn, à New York,. Ses parents, un père jamaïcain-cubain et une mère afro-américaine  , l'ont emmenée voir de nombreuses pièces de théâtre, musées, concerts et spectacles de danse lorsqu'elle était enfant. Elle a fréquenté la High School of Art and Design et a suivi des cours à l'Art Institute of Chicago pendant l'été tout en rendant visite à sa grand-mère.

## Formation
Avant d'obtenir son Bachelor of Fine Arts (équivalent d'un Bac+4 en spécialisation beaux-arts), Lorna Simpson a voyagé en Europe, en Afrique et aux États-Unis pour développer ses compétences en photographie documentaire. Simpson a fréquenté la School of Visual Arts de New York et a obtenu un Bachelor of Fine Arts mention Peinture en 1982 . Durant cette période, elle a effectué un stage au Studio Museum de Harlem, se familiarisant avec la pratique de l'artiste en résidence David Hammons.
Lorna Simpson a obtenu son Master spécialité Beaux-Arts de l'Université de Californie à San Diego en 1985 . Ses professeurs comprenaient Allan Kaprow, Eleanor Antin, les cinéastes Babette Mangolte, Jean-Pierre Gorin et le poète David Antin. C'est ici qu'elle a développé son style caractéristique combinant texte et portrait en studio, tout en se demandant si la photographie documentaire était factuelle ou servait de vérité construite générée par les photographes eux-mêmes. Ces œuvres analysaient les récits stéréotypés des femmes afro-américaines au sein de la culture américaine.

## Carrière
Lorna Simpson a reçu une bourse du National Endowment for the Arts en 1985 et, en 1990, elle est devenue l'une des premières femmes afro-américaines à exposer à la Biennale de Venise. Elle fut également la première femme afro-américaine à avoir une exposition personnelle au Museum of Modern Art avec son exposition Projects 23 . En 1990, Simpson a eu des expositions personnelles dans plusieurs grands musées, dont le Denver Art Museum, le Portland Art Museum et le Museum of Modern Art.
En 1997, Simpson a reçu la bourse d'artiste en résidence du Wexner Center for the Arts de Columbus, Ohio, où elle a exposé ses œuvres photographiques. En 2001, elle reçu le Whitney Museum of Art Award et, en 2007, son travail a été présenté dans une rétrospective de 20 ans au Whitney Museum of American Art dans sa ville natale de New York,.
La première rétrospective européenne de Simpson a été inaugurée au Jeu de Paume à Paris en 2013, puis a voyagé en Allemagne, au Royaume-Uni et dans le Massachusetts,,,.
Elle a exposé ses peintures pour la première fois en 2015 à la 56e Biennale de Venise, suivie d'une exposition au Salon 94 Bowery,.
L'œuvre de Simpson est présenté dans l'exposition Before Yesterday We Could Fly au Metropolitan Museum of Art et au sein de l'exposition Women Painting Women de 2022 au Modern Art Museum de Fort Worth.
Bien qu'elle ait commencé sa carrière en tant que photographe conceptuelle, elle a depuis exploré la vidéo, l'installation, le dessin, la peinture et le cinéma . Simpson aspire à continuer d'influencer l'héritage des artistes noirs en discutant avec des artistes et des activistes tels que l'Art Hoe Collective. Lorsqu'on l'interroge sur sa carrière, Simpson déclare : « J'ai toujours fait exactement ce que je voulais faire, peu importe ce qui se passait. Je me suis contentée de ce principe et je suis devenue une personne beaucoup plus heureuse grâce à cela. Et je ne peux pas imaginer essayer de satisfaire un public particulier ».

## Reconnaissance
- 1985 – Bourse du National Endowment for the Arts, États-Unis[2]
- 1987 – Bourse d’espace de travail, Jamaica Arts Center[25]
- 1989 – Conseil d’administration d’Artists Space, New York, NY
- 1990 – Prix Louis Comfort Tiffany, Fondation Louis Comfort Tiffany, New York, NY
- 1994 – Prix d'artiste pour un ensemble d'œuvres remarquables, College Art Association, New York, NY[26]
- 1997 – Bourse d’artiste en résidence, Wexner Center for the Arts, Columbus, OH[26]
- 1998 – Finaliste, Prix Hugo Boss 1998, Fondation Solomon R. Guggenheim, New York, NY
- 2001 – Prix du Whitney Museum of American Art, parrainé par Cartier et la Fondation Cartier pour l'art contemporain, New York, NY
- 2003 – Artiste en résidence distingué, Christian A. Johnson Endeavor Foundation, Université Colgate, Hamilton, NY
- 2014 – Sélectionné pour le Prix de photographie Deutsche Börse[27]
- 2018 – Lauréat de la médaille SMFA, École du Musée des Beaux-Arts de Tufts, Boston, MA[28]
- 2019 – Lauréat de la médaille J. Paul Getty (avec Mary Beard et Ed Ruscha )[29]